# 金光大阪中学校・高等学校
金光大阪中学校・高等学校（こんこうおおさかちゅうがっこう・こうとうがっこう）は、大阪府高槻市東上牧に所在し、中高一貫教育を提供する私立中学校・高等学校。

## 概要
「人はみな神の氏子である」という金光教の教えに基づき「すべての人に与えられている個性を生かす教育の場を願う」という建学の精神を掲げている。

## 沿革
- 1982年（昭和57年）4月 - 金光第一高等学校として開校。
- 1985年（昭和60年）4月 - 八尾学舎を開設。
- 1987年（昭和62年）4月 - 八尾学舎が金光八尾高等学校として独立。
- 1988年（昭和63年）4月 - 大阪金光中学校を開校。
- 1999年（平成11年）4月 - 金光大阪高等学校に改称。同時に大阪金光中学校を金光大阪中学校に改称。

## 交通アクセス
- 阪急京都本線「上牧駅」から徒歩4分。

## 部活動
硬式野球部は春は2002年（第74回）、2009年（第81回）、2022年（第94回）3回、夏は2007年（第89回）に1度出場している。またサッカー部は1998年（第77回）、2002年（第81回）の 全国高等学校サッカー選手権大会、2009、2010年2年連続でインターハイなどに出場している。その他、吹奏楽部は2009年全国マーチングコンテスト大会で銀賞を獲得。2008年には女子バレー部が第39回春の高校バレーに出場している。
- 2007年7月、同高柔道部の男子生徒（当時1年生）が練習中に脳震盪で倒れた3日後に昇段審査などの講習会に参加。模範演技後に頭痛を訴えるも取下げられ、会場に駆けつけた母親の119番通報で病院に搬送。急性硬膜下血腫を発症し遷延性意識障害による意識不明の寝たきり状態になり、後、本人を含む家族が、学校法人、全日本柔道連盟、大阪府柔道連盟を相手に計約4億円の損害賠償を求める。全柔連への請求を除き、大阪地裁（佐藤達文裁判長）にて約1億円の和解金を支払うことで合意。
- 2017年3月、サッカー部監督の男性教諭が、部員の生徒に約3ヶ月半にわたり部活動の時間中に掃除をさせていたことが、朝日新聞により報じられた。記事によれば清掃は平日で約3時間、日曜日には10時間半掃除した記録があったとされ、当該教諭は同年7月19日付で訓告処分を受けた[1]。

## 著名な出身者

### サッカー
- 家長昭博（中退）
- 金沢亮
- 川島透
- 斉藤大介
- 田中淳也
- 中田洋平
- 中村太亮
- 羽田健人
- 林卓人[2]
- 福森直也
- 前田晃一
- 三宅貴憲
- 守田英正
- 安田晃大
- 吉本哲朗
- 渡邉英祐

### 野球
- 愛敬尚史[2]
- 山本拓司
- 梅原伸亮
- 吉見一起
- 植松優友
- 陽川尚将
- 福永春吾（転校）
- 日隈モンテル
- 長江翔太
- 坂井遼太郎 - 審判員

### 芸能人
- 中尾祐之 - 俳優
- 田畑智子[2] - 女優
- 宮迫博之[2] - YouTuber、お笑いタレント
- 山内総一郎 - ミュージシャン、フジファブリック
- カンカン - お笑い芸人、TOKYO COOL
- 尾上寛之 - 俳優
- 岡力 - コラムニスト